# Ibitiúra de Minas
Ibitiúra de Minas este un oraș în Minas Gerais (MG), Brazilia.